# 藤里俊哉
藤里 俊哉（ふじさと としや）は、日本の生命科学者。工学博士（京都大学）。大阪工業大学工学部生命工学科教授。国立循環器病研究センター生体医工学部研究所客員研究員。日本バイオマテリアル学会第21期評議員。大阪産業技術研究所・大阪商工会議所との共同推進機関OIT-P（Osaka Industrial Technology Platform; 地域産業技術プラットフォーム）のメンバー。
専門は、高分子化学・バイオマテリアル、再生医療学・組織工学（特にバイオアクチュエータ）。

## 経歴
大阪府立三国丘高校卒業。1986年京都大学工学部高分子化学科卒業。1991年京都大学大学院高分子化学専攻博士後期課程単位取得認定退学。その後、京都大学生体医療工学研究センター研修員、1994年国立循環器病センター実験治療開発部研究員（1998年から2年間、マギル大学付属モントリオール総合病院研究員）、2003年同再生医療部研究室長などを経て、2007年大阪工業大学工学部生体医工学科に着任。2010年より同学部生命工学科教授。工学博士（京都大学）。
理系を目指す中高生のための学会「サイエンスキャッスル」に参画し、青少年の研究者育成にも取り組んでいる。

## 主な著書
- 次世代医療のための高分子材料工学 バイオ材料としての脱細胞化生体組織（シーエムシー出版、2008年）
- 再生医療工学の技術 心臓弁（シーエムシー出版, 2007年 ）
- Jasco Report 超臨界特集9 超臨界流体抽出を応用したバイオスキャフォールド調製（ジャスコレポート社東京、2007年）
- ソフトアクチュエータの材料・構成・応用技術(共著：担当範囲:組織工学技術を用いたバイオアクチュエータ、S&T出版）
- アクチュエータの新材料，駆動制御，最新応用技術(単著：担当範囲:組織工学技術を用いたバイオアクチュエータの開発とその応用、技術情報協会）

## 主な研究
- 骨格筋の組織工学に関する研究：培養筋芽細胞と足場材料から生体外で骨格筋を作製（三次元培養筋）[1]し、再生医療、バイオアクチュエータ・ミニロボットの駆動源への応用
- 健康向上を実現する人工肉の応用研究：大阪工業大学が開発した培養筋肉「OITem」[9]を運動させることにより、がん・認知症を防ぐマイオカインを保持した高機能な培養食肉への応用展開
- 循環器系の組織工学に関する研究：心臓弁・血管の再生医療への応用（国立循環器病研究センターと共同）
- 幹細胞の培養基材開発：バイオマテリアルを用いた動物受精卵の長期培養・発生誘導素材の開発
- 皮膚の組織工学に関する研究：アザなどの再生治療法の開発（京都大学・関西医科大学・国立循環器病研究センターと共同）〜　日本医療研究開発機構（AMED）の革新的がん医療実用化研究事業の委託研究「先天性巨大色素性母斑を母地とした悪性黒色腫に対する予防的低侵襲治療方法の開発」において、これまで治療が困難だった先天性巨大色素性母斑に対する世界初の皮膚再生治療開始のプレスリリースを行った（2015年12月11日）[10][11][12]。

## 連携活動
大学間交流として、京都大学医学研究科形成外科研究チームや、東京医科歯科大学バイオマテリアル系研究室と交流を行っている。また海外交流として、台湾の大同大学生物工学科との交流も行っている。 
以下の特許取得に共同発明人として貢献している。
- 特許出願日：　2007年3月9日 特願2007 - 061025
- 国際公開日：　2008年9月18日 国際公開番号WO2008/111530
- 名称： 脱細胞化軟組織の調製方法、移殖片、及び培養部材
- 発明人：　岸田晶夫、木村剛、小林尚俊、藤里俊哉
- 出願人：　東京医科歯科大学、物質・材料研究機構、国立循環器病センター

## 参照資料
1. 1 2  https://www.oit.ac.jp/oitp/introduction/detail22.html
2. ↑  https://www.oit.ac.jp/laboratory/room/152
3. ↑  https://yumenavi.info/lecture.aspx?GNKCD=g007238
4. ↑  http://www.ncvc.go.jp/res/divisions/biomedical_engineering/staff.html
5. ↑  http://kokuhoken.net/jsbm/about/member.html
6. ↑  https://www.josho.ac.jp/for_media/upload/a990521a06db9ee3603561f76fe271a85d009d10.pdf
7. ↑  https://s-castle.com/news/3007/
8. ↑  http://research-db.oit.ac.jp/html/100000903_ja.html
9. ↑  https://www.jst.go.jp/start/univ-promo/project2020/oit2022.html
10. ↑  https://www.amed.go.jp/news/release_20151211.html
11. ↑  https://www.amed.go.jp/content/files/jp/houkoku_h28/0103012/h26_121.pdf
12. ↑  https://bio.nikkeibp.co.jp/atcl/news/15/092800003/121400226/?ST=print
13. ↑  http://keisei.kuhp.kyoto-u.ac.jp/research/basic_clinical/regenerative_medicine/
14. ↑  http://ganpro.med.kyoto-u.ac.jp/wp-content/uploads/2018/02/program33_20170317.pdf
15. ↑  http://www.labonet.info/kishida/works/akpatent/